# Alain Danet
Pour les articles homonymes, voir Danet.
Alain Danet, né le 24 juin 1931 à Paris et mort le 27 mars 2006 au Kenya, est un sportif, dirigeant sportif et patron de presse français. Il est membre d'honneur du comité international olympique.

## Biographie

### Jeunesse
Alain Danet est le fils de l'avoué et joueur de tennis Roger Danet (1899-1974), président du Racing club de France (1959-1968) et vice-président de la Fédération française de rugby. Petit-fils d'Henri Danet, vice-président du Racing dans les années 1920 et de Marie Danet, vice-championne de France de tennis en 1912, il est le frère du bâtonnier Guy Danet.
Élève au lycée Louis-le-Grand et licencié de la Faculté de droit de Paris, il débute comme clerc d’avoué de 1950 à 1956 et avocat stagiaire à la Cour d’appel de Paris de 1954 à 1957.
Il épouse France Dubonnet (divorcée de Pierre Midy, président des Laboratoires Midy, et fille d'André Dubonnet) puis Christiane Marquézy (fille du Pr Robert Marquézy)

### Carrière dans la presse
Rentré dans le monde de la presse, il remplit la fonction de reporter pour Life Magazine, avant de rejoindre le groupe Prouvost, propriété de Jean Prouvost, avec qui sa mère s'est remariée en secondes noces. Il devient alors le directeur adjoint de la publicité de Paris-Match et de Marie-Claire en 1957, puis directeur de la publicité de Paris-Match de 1959 à 1976, directeur général des services commerciaux de Paris-Match, Marie-Claire, la Maison de Marie-Claire, Télé 7 Jours, Parents, 100 idées, Cosmopolitan et Madame Fouineuse entre 1972 et 1976, ainsi que directeur du Jardin des Modes et membre du conseil de surveillance du Figaro.
En 1976, il devient secrétaire général de la Fédération nationale de la presse hebdomadaire et périodique (FNPHP) et président de la commission de la publicité de la Fédération nationale de la presse française (FNPF).

### Carrière dans le sport
Pratiquant le hockey sur gazon, discipline dans laquelle il représente la France lors des jeux olympiques d'Helsinki en 1952 - la France s'incline lors du second tour, l'équivalent d'un quart de finale, sur le score de 6 à 0 face au Pakistan - il occupe ensuite des fonctions de dirigeants dans le sport français. Il est ainsi président de la Fédération française de hockey de 1960 à 1964, poste qu'il remplira de nouveau de 1972 à 1980. Dans cette dernière discipline, il est président de la Fédération européenne de hockey (1974-2003), puis nommé président d'honneur de l'EHF en 2003 (le seul à ce jour).
En 1964, il occupe le poste de chef de mission de la délégation française lors des Jeux olympiques de Tokyo - il occupera également ce poste lors des Jeux olympiques de Moscou en 1980. L'année suivante, il est  coorganisateur de la première réunion des comités nationaux olympiques à Rome. Depuis 1961, il fait partie du Comité national olympique et sportif français, occupant un poste au conseil d’administration de 1961 à 1966, de secrétaire en 1961, de trésorier en 1969 et de vice-président en 1972. Sur la scène internationale, il participe à la création des comités olympiques européens (COE) en 1968. Il est ensuite membre du comité exécutif des COE de 1993 à 1997 et conseiller du président de l’Association des comités nationaux olympiques (ACNO) à partir de 1995.
Il occupe également le poste de président du Racing Club de France de 1985 à 1992. 
Il occupe le poste de chef de la mission interministérielle pour la promotion de l’image internationale de la France à travers le sport (1995-1997) et devient président de l’Académie des sports  en 1991.
Alain Danet a également participé aux campagnes de candidatures de Paris pour l’accueil des jeux olympiques. Il occupe ainsi le poste de vice-président délégué de l'association pour la candidature de Paris aux Jeux olympiques de 1992. Finalement, c'est Barcelone qui obtient l'organisation des jeux lors du troisième tour par 48 voix à 32. Il fait également partie du comité d'organisation pour les Jeux de Moscou.
Il figure encore dans le « club des cinq » principaux acteurs avec Guy Drut, Henri Sérandour, Jean-Claude Killy et Bertrand Delanoë qui permettent d'aboutir à la candidature de Paris pour les Jeux olympiques de 2012,. C'est finalement Londres qui obtient l'obtention des Jeux de 2012 avec 54 voix contre 50 pour Paris lors du quatrième tour.

## Décorations
Commandeur de la Légion d'honneur (décret du 17 avril 2003)
 Officier de l'ordre national du Mérite (1988)
 Croix de la Valeur militaire (1957)
 Chevalier de l'ordre des Palmes académiques (1990)